# Килинги-Ныммеский район
Килинги-Ныммеский район — административно-территориальная единица в составе Эстонской ССР, существовавшая в 1950—1959 годах. Центр — Килинги-Нымме. Площадь района в 1955 году составляла 1191,4 км².

## История
Килинги-Ныммеский район был образован в 1950 году, когда уездное деление в Эстонской ССР было заменено районным. В 1952 году район был включён в состав Пярнуской области, но уже в апреле 1953 года в результате упразднения областей в Эстонской ССР район был возвращён в республиканское подчинение.
В 1959 году Килинги-Ныммеский район был упразднён.

## Административное деление
В 1955 году район включал 1 город (Килинги-Нымме) и 8 сельсоветов: Каблиский, Канакюлаский, Массиаруский, Саардеский, Талиский, Тихметсаский, Хядемеэстеский, Ярьяский.